# Cirratulus tumbesiensis
Cirratulus tumbesiensis är en ringmaskart som beskrevs av María Andrea Carrasco 1977. Cirratulus tumbesiensis ingår i släktet Cirratulus och familjen Cirratulidae. Inga underarter finns listade i Catalogue of Life.